# Ekonomika Pobřeží slonoviny
Ekonomika Pobřeží slonoviny je stabilní a v současné době roste v důsledku politické nestability v posledních desetiletích. Místní ekonomika je z velké části založena na trhu a silně závisí na zemědělském průmyslu. Téměř 70 % obyvatel Pobřeží slonoviny je zapojeno do nějaké zemědělské činnosti. V 60. letech 20. století vzrostl HDP na obyvatele o 82 % a v 70. letech dosáhl maximálního růstu 360 %. To se však ukázalo jako neudržitelné, v 80. letech se snížil o 28 % a v 90. letech o dalších 22 %. To spolu s vysokým populačním růstem vedlo k trvalému poklesu životní úrovně. Hrubý národní produkt na obyvatele, který nyní opět roste, činil v roce 1996 zhruba 727 USD. Po několika letech zaostávání se začala ekonomika Pobřeží slonoviny v roce 1994 zlepšovat a to kvůli devalvaci CFA franku, zvýšení cen kakaa a kávy, vzrůstu vývozu netradičních surovin jako jsou ananas a guma, omezené liberalizaci obchodu a bankovnictví, objevech ropy a zemního plynu v moři, velkorysému vnějšímu financování a také díky splátkovému kalendáři dluhů Francie a dalšími věřiteli. 50% devalvace frankového pásma 12. ledna 1994 způsobila jednorázový nárůst míry inflace na 26 %, ale v letech 1996–1999 tato sazba prudce poklesla. Vládní dodržování reforem nařízené věřiteli vedlo v letech 1996–1999 ke zvýšení růstu na 5 % ročně. Většina populace zůstává závislá na drobné výdělečné produkci. Hlavní vyváženou surovinou je kakao, káva a tropické dřevo.

## Infrastruktura
Podle standardů rozvojových zemí má Pobřeží slonoviny vynikající infrastrukturu. Nachází se zde síť více než 13 000 kilometrů asfaltových silnic, moderních telekomunikačních služeb (včetně veřejné datové a komunikační sítě). Dále jsou k dispozici dva aktivní přístavy, z nichž jeden je přístav Abidžan, který je nejmodernějším přístavem v západní Africe. Železnice jsou v procesu modernizace jak v rámci země, tak i spojení do Burkiny Faso. Pravidelné letecké spoje jsou k dispozici jak v rámci regionu, tak i z a do Evropy. Nemovitosti jsou využívány pro komerční, průmyslové, maloobchodní i obytné využití. Lokace Pobřeží slonoviny a její spojení k sousedním zemím z ní tvoří perfektní platformu, kde mohou Evropané podnikat. Město Abidjan je jedno z nejmodernějších a nevhodnějších k životu v celém regionu a také je oblíbené mezi bohatými francouzskými emigranty. Zdejší školní systém je velmi dobře hodnocen a obsahuje jednu výbornou mezinárodní školu se studijním plánem tvořeným podle Spojených států a několik dalších výtečných škol. 
Pobřeží slonoviny zvýšilo investice do veřejných programů po stagnaci před-devalvační éry. Plán veřejných investic vlády obsahuje investice do lidského kapitálu, ale také poskytne dostatek prostředků pro značné výdaje na podporu ekonomické infrastruktury potřebnou pro stabilní růst. Další vývoj infrastruktury lze také očekávat díky aktivitě soukromého sektoru.
Vláda se po nedávných privatizacích ropného, elektrického, vodního, telekomunikačního a zčásti dopravního sektoru distancovala od účasti ve financování očekávaných investic.
V roce 2009 byla průměrná mzda 1,05 USD na hodinu.

## Zemědělství
Pobřeží slonoviny patří mezi největší světové producenty a vývozce kávy, kakaových bobů a palmového oleje. V důsledku toho je hospodářství velmi citlivé vůči počasí a kolísání mezinárodních cen těchto produktů. Navzdory pokusům vlády o diverzifikaci ekonomiky je stále do značné míry závislá na zemědělství a souvisejících činnostech. Častá je nucená práce dětí, které jsou nakupované a prodávané jako otroci. 

## Chov zvířat
Velká část země leží v oblastech zamořených mouchami tsetse, a proto se skot chová spíše na severu země. V roce 2004 bylo odhadováno na 1 460 000 kusů skotu (ve srovnání s 383 000 v roce 1968), 1 192 000 koz, 1 523 000 ovcí a 342 700 prasat. Chová se zde 33 milionů kuřat, v roce 2004 bylo vyrobeno 31 214 tun vajec. Produkce mléka je malá a neexistují žádná zpracovatelská zařízení, takže se mléko spotřebovává čerstvé. Produkce mléka v roce 2004 činila 25 912 tun.
V roce 2005 zahrnovaly masné výroby (v librách) - hovězí maso 52 200, drůbež 69 300, vepřové maso 11 760 a ovce a kozy 9 429. Stáda skotu představují zhruba polovinu nomádské produkce, kterou zastupují převážně pastevci, kteří nejsou místní. Místní pastevci jsou soustředěni spíše na suchém severu, zejména v Korhogo, Ferkessedougou, Bouna, Boundiali, Odienne a Dabakala. Chov ovcí a koz je vedlejší činností mnoha pastevců. Produkce vepřového masa je pravidelně ovlivňována africkým morem prasat. Potenciální nárůsty jsou omezeny také skutečností, že muslimové (kteří nejí vepřové maso, jelikož jej považují za nečisté) představují 40 procent populace.
Kvůli rybaření a především lovu tuňáků byl v roce 1964 otevřen v Abidžanu moderní rybářský přístav, kde se každoročně vyloví asi 100 000 tun tuňáka. V Bouaké, Bamoro a Korhogo jsou rybí líhně. Komerční rybolov tuňáka se provádí také v Guinejském zálivu. Ve velkém množství jsou zde chytány také sardinky. Celkový úlovek v roce 2004 činil 71 841 tun, přičemž komerční rybolov činil 25 %, řemeslný rybolov 74 % a akvakultura 1 %.

## Lesnictví
Na území Pobřeží slonoviny se vyskytují tři typy vyššího porostu: deštný prales, listnatý les a plané dřeviny. Celková rozloha lesů tvořila v roce 2000, 7 117 000 hektarů; hlavní zalesněné plochy zastupuje převážně deštný prales, zatímco pouze 184 000 hektarů (455 000 akrů) tvoří vysázené lesy. V roce 1983, kdy celková rozloha lesů klesla z 16 milionů na 4 miliony hektarů, varovala vláda před výrazným úbytkem lesů. I přes tato varování se mezi roky 1990–2000 držela míra odlesňování na 3.1 procentech. Politická nestabilita kvůli nepokojům v zemi v roce 2002 pak vedla k dalšímu nárůstu nelegální těžby a odlesňování. 
Lesy jsou zde rozděleny do dvou skupin - chráněné přírodní bohatství a hospodářsky využívané oblasti. Chráněné přírodní bohatství zahrnuje 231 lesů s nejvyšším stupněm ochrany, dále 9 národních parků a 51 chráněných krajinných oblastí. Celková rozloha Národních parků a chráněných krajinných oblastí činí 1 959 203 hektarů, zatímco lesy s nejvyšším stupněm ochrany pokrývají cca 4 196 000 hektarů. Těžba a lesnické úpravy jsou v těchto oblastech povolovány velmi zřídka a to pouze kvůli nezbytně nutné údržbě. V roce 2003 bylo takto vytěženo 148 271 kubických metrů dřeva. 31,8 % těchto lesů tvoří tropický deštný les, 30,5 % les opadavý a 33,7 % plané dřeviny v savaně. Hospodářsky využívané oblasti najdeme na 66 procentech celkové rozlohy Pobřeží slonoviny. Těžba je zde povolena, využitelné zdroje se však nachází pouze na cca 2,9 milionech hektarů.
V roce 2003 bylo vytěženo 11 615 000 kubických metrů dřeva a příjmy z dřevozpracujícího průmyslu činily 269 000 000 $, což dělá ze dřeva třetí nejlukrativnější surovinu v zemi, hned po kakaových bobech a ropě. Mezi hlavní exportní destinace patří Itálie, Španělsko, Německo, Francie, Nizozemsko, Spojené království, Indie, Irsko, Senegal a Maroko. V minulosti byl využíván pouze mahagon, dnes se však v tamních lesích těží přes 25 různých druhů dřeva. Mezi ně patří například borovice nebo cedr.

## Turismus
Pobřeží slonoviny udělalo od roku 1970 velký pokrok v diverzifikaci ekonomiky. Za účelem posílení turistického ruchu vzniklo na pobřeží mnoho turistických letovisek a atrakcí. Město Abidžan je protkáno sítí hotelů, například řetězce Novotel či Sofitel.

## Zahraniční obchod a investice
Přímé zahraniční investice jsou pro zdejší ekonomiku stěžejní, tvoří až 45 % celkového kapitálu Pobřeží slonoviny. Nejdůležitějším zahraničním investorem je Francie. V posledních letech zabezpečují francouzské investice okolo čtvrtiny podniků a okolo 60 % akcií pro zahraniční trh. Celkový obrat akciových trhů kótovaných společností na Pobřeží slonoviny byl v roce 2005 Světovou bankou stanoven na 2,327 milionů USD.